# Chitra chitra
La chitra asiatica (Chitra chitra Nutaphand, 1986) è una rarissima specie di tartaruga della famiglia dei Trionichidi.

## Tassonomia
Ne vengono riconosciute due sottospecie:
- C. c. chitra Nutaphand, 1986, diffusa in Malaysia e Thailandia;
- C. c. javanensis McCord & Pritchard, 2002, recentemente descritta, distribuita in Indonesia, nelle isole di Sumatra e Giava (bacino idrografico dei fiumi Pasuruan e Solo).

## Descrizione
È una specie inconfondibile, date le sue impressionanti dimensioni (il carapace può raggiungere i 1000 mm di lunghezza) e la bella ed elegante colorazione. Il carapace è rotondeggiante o leggermente ovoidale, di colore giallo-marrone chiaro attraversato da numerose strisce nere ondulate. La stessa livrea è presente anche sul capo, piccolo e allungato, e sul collo. Il piastrone è color crema o bianco-rosato.

## Distribuzione e habitat
La specie è segnalata per l'estremo sud-est asiatico, nella Thailandia meridionale, nella Malesia occidentale (peninsulare) e nelle isole di Giava e Sumatra. L'habitat è rappresentato dai bacini di grandi fiumi, caratterizzati da acque limpide e fondali sabbiosi.

## Biologia
C. chitra è una specie prettamente acquatica e solo le femmine si avventurano sulla terraferma per scavare il nido. Le uova, da 60 a 177, vengono deposte prima della stagione monsonica delle piogge, in un nido scavato nella sabbia e profondo 500-750 mm. La dieta è carnivora e comprende molluschi, artropodi e pesci che vengono catturati con un movimento fulmineo del collo.

## Conservazione
È fortemente minacciata dalle catture per essere esportata per fini culinari e terraristica verso i mercati asiatici. In Indonesia subisce particolarmente gli effetti della deforestazione e della conversione dei suoli in terreni agricoli, mentre in Thailandia l'impatto principale deriva dall'inquinamento e dall'alterazione degli ecosistemi fluviali. Per tutto ciò, C. chitra è una delle 25 specie di tartarughe più minacciate al mondo.